# Ilse Voigt (Malerin)
Ilse Ruth Voigt, (geboren am 2. Juni 1905 in Eberswalde; gestorben am 29. Mai 1997 in Lausanne) war eine deutsch-schweizerische Malerin, Zeichnerin und Grafikerin.

## Leben
Ilse Voigt, Tochter eines Berliner Postdirektors, zeichnete bereits als Kind leidenschaftlich gern, angeregt durch die Museumsbesuche mit dem Vater. Nach dem Lyzeum besuchte sie eine Handwerker- und Kunstgewerbeschule in Charlottenburg, fand dann Anstellung in der Theaterkunst-Ausstattungsfirma Hugo Baruch und bildete sich dort durch Kostümstudien und die tägliche Praxis schnell fort. Sie entwarf dort Kostüme für die Revuen von Herman Haller und Erik Charell. Mit dieser Tätigkeit finanzierte sie sich in den Jahren 1924 bis 1927 das Studium an den Vereinigten Staatsschulen für Freie und Angewandte Kunst. In der Graphikklasse bei Emil Orlik avancierte sie zur Meisterschülerin. Gleichzeitig besuchte sie Laienkurse im modernen künstlerischen Tanz in einer Berliner Laban-Schule. Im Alter von 22 Jahren nahm sie mit zwei Gemälden (Modellstudie und Der Museumsdiener S.) an der Großen Berliner Kunstausstellung teil.
In den 1930er Jahren emigrierte Ilse Voigt nach Holland und dann in die Schweiz, wo sie sich in Lausanne niederließ und dort bis zu ihrem Tod lebte. In den 1950er Jahren begann sie in Lausanne und Genf bei Boris Kniaseff mit dem Ballett-Training und fand hier zu ihrem – neben der Porträtmalerei – zweiten bildkünstlerischen Themenschwerpunkt, der Darstellung des Tanzes. Hauptmodell dieser Zeit war Diane Mansart, die Solotänzerin bei Yvonne Georgi am Opernhaus Hannover und an der Pariser Oper wurde, 1963 ihre Bühnenlaufbahn beendete und den Schauspieler Heinz Bennent heiratete und mit ihm zwei Kinder (Anne Bennent und David Bennent) hatte. Ilse Voigt malte, zeichnete oder radierte aus der Welt des Tanzes auch Liane Daydé, Ludmilla Tchérina, Anton Dolin, Rudolf Nurejew, Mikhail Baryshnikov, Marcia Haydée, Natalia Makarova, Claire Motte, Jean Guizerix, Claire Sombert, Michel Denard, Ciryl Atanasoff, Noëlla Pontois und Jorge Donn.
Ihr Nachlass befindet sich im Deutschen Tanzarchiv Köln.
Ilse Voigt war zweimal mit dem Textilkaufmann Ludwig Schöneberg verheiratet und dazwischen, in einer Täuschungsaktion gegenüber den nationalsozialistischen deutschen Behörden, von November 1935 bis Januar 1937 mit dem Vater ihrer Freundin Oty, dem holländischen Maler Chris Lebeau.

## Auszeichnungen, Mitgliedschaften
- 1958: Grand prix de l’UFACSI (Union féminine et artistique comité salons internationaux), Vichy
- 1972: Prix de la Gravure, Amicale des Amateurs d’Art, Paris
- 1976: Prix de la Palme d’Or, Concours international des Beaux-Arts, Monte-Carlo (Palme d’Argent)
- 1977: Prix de la Palme d’Or, Concours international des Beaux-Arts, Monte-Carlo (Prix du président de l’International Arts Guild)
- 1981: Inauguration de la salle Ilse Voigt, Galerie d’Arfi, Maison d’Arfi, Denges/Lausanne
- 1982: Prix international Albrecht Dürer, Monte-Carlo

Ilse Voigt war Sociétaire des Indépendants, Paris; Membre d’Honneur du Comité de l’UFACSI, Vichy, und Membre der l’International Art Guild, Monte-Carlo.

## Werke (Auswahl)
- Selbstbildnis, 1928 (Öl auf Leinwand; Deutsches Tanzarchiv Köln/Tanzmuseum)
- Berliner Revuegirl, 1930 (Öl auf Leinwand; Deutsches Tanzarchiv Köln/Tanzmuseum)
- Die Schauspielerin Wanda Rotter, 1930 (Öl auf Leinwand, Privatbesitz Holland)
- Die Schauspielerin Toni Tetzlaff, 1926 (Aquarell und Feder, Stiftung Stadtmuseum Berlin)

Graphische Werke von Ilse Voigt befinden sich vor allem im Deutschen Tanzarchiv Köln, im Kupferstichkabinett Berlin, der Albertina (Wien), der Schweizerischen Nationalbibliothek Bern, im Musée cantonal des Beaux-Arts de Lausanne, in der Zentralbibliothek Zürich, in der Theatersammlung des Victoria and Albert Museum in London und der Jerome Robbins Dance Division der New York Public Library.
- Buchillustration: Lena Stein-Schneider (Text und Musik): Goldhärchen. Ein musikalisches Märchen. Zeichnungen von Ilse Voigt. Editions du Bourg, Lausanne 1949 (im gleichen Jahr auch in französischer Übersetzung von Mia Denéráz unter dem Titel Fleur d'or, un conte musical (d'après un conte de Grimm) erschienen).

## Ausstellungen (seit 1954)
- 1954: Athénée Salle Crosnier, Genf
- 1955: Galerie Weil, Paris
- 1955: Galerie Parisienne, Paris
- 1956: Galerie Lautrec, Brüssel
- 1957: Galerie Weil, Paris
- 1958: Galerie Wolfgang Gurlitt, München
- 1958: Galerie Kirchgasse, Zürich
- 1959: Galerie Marcel Bernheim, Paris
- 1959: Galerie «Casino Mirabell», Salzburg
- 1960: Royal Festival Hall, London
- 1960: Galerie Joan Biel, New York
- 1960: Galerie Melisa, Lausanne
- 1962: Galerie Melisa, Lausanne
- 1963: Galerie Antica, La Chaux-de-Fonds
- 1964: Galerie Ambroise, Paris
- 1964: Salon des Indépendants, Paris
- 1964: Galerie Kirchgasse, Zürich
- 1966: Salon des Indépendants, Paris
- 1966: Galerie Kirchgasse, Zürich
- 1966: La Petite Galerie (Mme. Spagnoli), Martigny-Rhône
- 1967: Galerie des Nouveaux Magasins, Lausanne
- 1968: Salon des Indépendants, Paris
- 1968: Galerie Marcel Bernheim, Paris
- 1968: Galerie Artesia (Mme. Gertrude Derendinger), Ulmiz
- 1969: Galerie Majestic Vallombreuse, Biarritz
- 1970: Théâtre des Champs-Élysées, Paris
- 1970: Galerie Gemini, Palm Beach
- 1971: Salon des Indépendants, Paris
- 1971: Theâtre des Champs-Elysées, Paris
- 1971: Salon des Femmes Peintres, Paris
- 1971: Theâtre de la Cité Internationale, Paris
- 1971: Palais de Beaulieu, Lausanne
- 1972: Galerie R.G., Paris
- 1972: Galerie de l’Avenue, Paris
- 1972: Concours de la Palme d’Or des Beaux-Arts, Monte-Carlo
- 1973: Galerie de l’Avenue, Paris
- 1973: Concours de la Palme d’Or des Beaux-Arts, Monte-Carlo
- 1974: Salon des Indépendants, Paris
- 1975: Galerie de l’Avenue, Paris
- 1975: Salon des Indépendants, Paris
- 1975: Haus der Kunst, München
- 1976: Galerie d’Arfi, Denges
- 1976: Große Münchner Kunst-Ausstellung, München
- 1976: Salon des Indépendants, Paris
- 1976: «De Keunenhoek», Budel
- 1976: Concours de la Palme d’Or des Beaux-Arts, Monte-Carlo
- 1977: Salon des Independants, Paris
- 1977: Salon de l’UFACSI, Riorn
- 1977: Librairie Van Stockum, La Haye
- 1977: Centre Culturel Dommelhof, Neerpelt
- 1977: Concours de la Palme d’Or des Beaux-Arts, Monte-Carlo
- 1978: Salon des Independants, Paris
- 1978: Galerie Truus Coumans, Haelen
- 1978: Galerie d’Arfi, Denges
- 1978: Graphics International, Oakland, Californien
- 1978: Gand, Belgien
- 1978: Hasselt, Belgien
- 1981: Inauguration de la «Salle Ilse Voigt» à la Maison des Arts de Denges, Lausanne
- 1981: Galerie August Genner, Duisburg
- 1981: Oeuvres exposées en permanence à la Galerie d’Arfi, Denges, qui représente Ilse Voigt en exclusivité pour la Suisse
- 1982: Salon des Indépendants, Paris
- 1982: Invitée d’Honneur du V. Salon International de Printemps de Denges
- 1983: Galerie d’Arfi, Denges
- 1985: Paris
- 1985: Galerie d’Arfi, Denges
- 1987: Centre Culturel, Salon-de-Provence
- 1989: Galerie d’Arfi, Denges
- 1989: Centre culturel Valery Larbaud, Vichy
- 1990: Zentralbibliothek, Köln
- 1990: L’Orangerie, Galerie d’Art, Neuchâtel
- 1991: Galeries Actes-Sud, Arles
- 1995: Musée de Pully, Pully
- 2005: Galerie Catherine Niederhauser, Lausanne

## Film
- Florian Campiche: Le monde du Ilse Voigt.